# Malcolm Williamson (Komponist)
Malcolm Benjamin Graham Christopher Williamson, CBE (* 21. November 1931 in Sydney; † 2. März 2003 in Cambridge) war ein australischer Komponist.

## Leben
Williamson studierte bis 1944 am Sydney Conservatorium bei Sir Eugène Aynsley Goossens. Seit seinem achtzehnten Lebensjahr lebte er vorwiegend in England, wo er als Organist und zeitweise auch als Barpianist arbeitete. Er studierte hier seit 1953 bei Elisabeth Lutyens und später bei Erwin Stein. Mitte der 1950er Jahre wurden seine ersten Kompositionen durch Adrian Boult und Benjamin Britten bekannt gemacht.
Seinen ersten Durchbruch erlangte er durch seine ersten beiden Opern Our Man in Havanna (1963) und English Ecentries (1964) sowie sein Violinkonzert (1964). Er beherrschte auch die music eduation. Seine Werke für Kinder The Happy Prince sowie die konzertanten Miniatur-Opern sind beliebte Education-Projekte. 1977 wurde der Bestseller der Kinderliteratur, die Novelle Watership Down, als Zeichentrickfilm produziert, zu dem er die Filmmusik komponierte. Sein letzter Zyklus A Year of Birds ist erfolgreich bei den Proms 1995 uraufgeführt worden.
Nach dem Tod von Sir Arthur Bliss wurde er der neunzehnte Master of the Queen’s Music – und war der erste und bislang einzige Nicht-Brite in dieser Position. 1977 und 1992 wurde er aufgerufen, für die Jubiläen der Queen und zur Beerdigung von Princess Diana zu komponieren.
Williamsons Werke wurden regelmäßig im BBC Radio übertragen.

## Auszeichnungen
- 1976 wurde Williamson zum Commander of the British Empire
- 1986 zum Officer of Australia ernannt
- 1982 verlieh ihm die Universität Melbourne einen Ehrendoktortitel für Musik.
- 1989 erhielt er den Sir Bernard Heinze Memorial Award.[2]

## Bühnenwerke
- The Display, Ballett, 1963
- Our Man in Havanna, Oper, 1963
- English Eccentries,  Oper, 1964
- The Violins of Saint Jacques, Oper, 1966
- The Happy Prince, Kinderoper

## Instrumentale Werke
- First Symphony (Elavimini), 1956–57
- Second Symphony, 1969
- The Icy Mirror (Third Symphony), 1972
- Fourth Symphony, 1977
- Fifth Symphony, 1980
- Sixth Symphony, 1981–82
- Seventh Symphony, 1984

- Piano Concerto no 2, 1960
- Third Piano Concerto, 1962
- Five Preludes, für Klavier, 1966
- Piano Quintet, 1968
- Overture ‘Santiago de Espada’, 1957
- Sinfonia Concertante, 1958–61
- Organ Concerto, 1961
- Vision of Christ-Phoenix für Orgel, 1962
- Violin Concerto, 1964
- Sinfonietta, 1965
- Pas de Quatre für Flöte, Oboe, Klarinette, Fagott und Klavier, 1967
- From a Child's Garden, Liederzyklus, 1968
- Mass of Christ the King, 1978
- Lento for Strings, 1985
- The True Endeavour für Sprecher, Chor und Orchester, 1988
- The Dawn is at Hand, Chorsinfonie nach Gedichten von Oodgeroo Noonuccal, 1988
- With Proud Thanksgiving, 1995
- A Year of Birds, 1995

## Filmmusik
- 1960: Dracula und seine Bräute (The Brides of Dracula)
- 1969: Crescendo – Die Handschrift des Satans (Crescendo)
- 1970: Frankensteins Schrecken (The Horror of Frankenstein)
- 1984: The Masks of Death

## Werke für die Royal Family
- Ode for Queen Elizabeth, 1980
- Lament in Memory for Lord Mountbatten of Burma, 1980